# Путчино (Ярославская область)
Путчино — деревня в Угличском районе Ярославской области России, входит в состав Ильинского сельского поселения.

## География
Расположена на берегу реки Сабля в 32 километрах на юго-запад от центра поселения села Ильинского и в 54 километрах на юг от города Углича.

## История
В конце XIX — начале XX века деревня являлась центром Сигорской волости Угличского уезда Ярославской губернии. 
С 1929 года деревня являлась центром Путчинского сельсовета Угличского района, в 1944 — 1959 годах — в составе Ильинского района, с 2005 года — в составе Ильинского сельского поселения.

## Население
| 1859 | 2007 | 2010 |
| ---- | ---- | ---- |
| 279  | ↘51  | ↗55  |

## Известные уроженцы, жители
Николай Александрович Кукуев (23 ноября 1875, Путчино, Угличский уезд Ярославской губернии — 4 октября 1951) — российский и советский шашист, шашечный композитор и теоретик русских шашек.